# Floyd Cardoz
Floyd Cardoz   (Bombai, 2 d'octubre de 1960 - Centre Mèdic Mountainside, 25 de març de 2020) va ser un cuiner estatunidenc d'origen indi. Va néixer a Bombai. Va ser conegut pel seu paper de xef executiu als restaurants Paowalla i Tabla de Nova York, així com per la seva victòria 'Top Chef Masters' el 2011. Els seus restaurants de Nova York són coneguts per barrejar sabors i espècies índies amb tècniques de cuina occidentals.
Floyd Cardoz també era soci de Bombay Sweet Shop, O Pedro i The Bombay Canteen a l'Índia en el moment de la seva mort. Va començar la seva formació a la ciutat natal de Bombai abans de traslladar-se a Suïssa, aprofundint en les seves habilitats culinàries amb francesos, italians i indis abans de traslladar-se a Nova York. A Manhattan, va cuinar sota les ordres del famós xef Gray Kunz, al restaurant Lespinasse, abans d’obrir els seus propis restaurants.
Cardoz ha estat nominat quatre vegades al premi James Beard i ha estat autor de dos llibres de cuina. El 2008, va llançar una línia d'entrades amb l'empresa de repartiment de queviures en línia FreshDirect. Cardoz va ser consultor culinari per al llargmetratge 2014 The Hundred-Foot Journey, en el qual es fusionen les cuines francesa i índia.

## Defunció
Cardoz va morir de COVID-19 el 25 de març de 2020 a l'Hospital Mountainside de Montclair, Nova Jersey, a l'edat de 59 anys. Va estar ingressat durant una setmana després d’haver viatjat de Bombai a Nova York a través de Frankfurt del Main el 8 de març; després d'això va caure malalt i la prova del coronavirus va sortir positiva.
Cardoz i la seva dona i companya de negocis, Barkha, tenen dos fills, Justin i Peter.